# الیشیم
الیشیم (به آلمانی: Alesheim) یک شهر در آلمان است که در بایرن واقع شده‌است.

## خصوصیات
الیشیم ۲۰٫۴۵ کیلومترمربع مساحت دارد ۴۲۷ متر بالاتر از سطح دریا واقع شده‌است.